# William Billington
William Billington (1875 - 1952) was een Britse beul. 
Als zoon van de beul James Billington assisteerde William zijn vader voor het eerst in juli 1899. Na de dood van zijn vader in december 1901 werd William de hoofdbeul voor Engeland, waarbij hij op zijn beurt werd geholpen door zijn oudere broer Thomas en later door zijn jongere broer John. Ook Henry Pierrepoint heeft een tijd als zijn assistent gediend. Vanwege zijn jonge leeftijd werd hij zelf een bezienswaardigheid tijdens zijn executies. Hij voerde ook executies in Noord-Ierland en Schotland uit.
William kon de druk als beul niet meer aan en voerde zijn laatste executie uit op 25 april 1905. In totaal heeft hij 70 ophangingen uitgevoerd.
William was getrouwd en had twee kinderen. 